# Pseudoplatyura punctifusa
Pseudoplatyura punctifusa är en tvåvingeart som först beskrevs av Edwards 1927.  Pseudoplatyura punctifusa ingår i släktet Pseudoplatyura och familjen platthornsmyggor. Inga underarter finns listade i Catalogue of Life.